# Žitná (Praha)
Žitná je ulice v Praze na Novém Městě, jejíž severní strana patří do obvodu Prahy 1 a jižní strana do obvodu Prahy 2. Je dlouhá přibližně 650 metrů. Ulice je jednosměrná a spojuje Legerovu ulici s Karlovým náměstím; opačným směrem vede souběžná ulice Ječná.

## Historie
Ulice nese své jméno podle trhu se žitem. Od 15. do 18. století se takto nazývala pouze v úseku od Karlova náměstí ke Štěpánské ulici, dál pokračovala k Mezibranské jako ulice Na Rybníčku. V 18. století vznikla spojením těchto dvou ulic ulice Žitnobranská. Roku 1869 byl její název změněn na současný název Žitná.

## Poloha a dopravní funkce
Ulice začíná (podle číslování domů) na Karlově náměstí, odkud vede východním směrem.
- světelná křižovatka na Karlově náměstí
- odbočení do ulice Příčná
- napojení ulice Školská
- světelná křižovatka s ulicí Štěpánská
- napojení ulice V Tůních
- odbočení do ulice Ve Smečkách
- napojení ulice Krakovská
- světelná křižovatka:
  - napojení ulice Mezibranská
  - odbočení do ulice Sokolská
- světelná křižovatka s ulicí Legerova

Dál pokračuje přímým směrem ulice Anglická.

## Významné body v ulici
- Měšťanský dům – čp. 562/10; kulturní památka
- Palác YWCA – čp. 563/12; kulturní památka
- bývalé Nakladatelství Komenského slovníku naučného – čp. 657/13
- Dům U Bílého lva – čp. 564/14; kulturní památka
- bývalý pivovar U Bachorů – čp. 565/16 (1670–1927)
- Jiráskovo gymnázium – čp. 566/18; původní školní budova Jiráskova gymnázia v Resslově ulici
- Fara u kostela svatého Štěpána – čp. 568/22; kulturní památka
- Foniatrická klinika Všeobecné fakultní nemocnice Praha se ZŠ – čp. 569/24
- Matematický ústav Akademie věd České republiky – čp. 609/25
- Výroba fotostrojů Václav Koula – čp. 608a/27
- Budeč (škola) – čp. 525/28; nároží ulic Žitná a V tůních
- Palác Edison – čp. 606/29; jeden z prvních elektrifikovaných obytných domů v Praze (1932)
- Novoměstská sokolovna – čp. 1438/42; severní část budov
- zaniklá Žitná brána